# 水底搜索
水底搜索（英語：underwater searches）為一種專業潛水技術，用以於水底下一個既定範圍搜索已知悉的或者懷疑潛在的目標或物質。水底搜索分為大類，包括水肺潛水以至浮潛及自由潛水等；水底搜索通常由接受過相關專業訓練的潛水員以至蛙人進行，種類包括商業、科學、傳播媒介、軍事、警察、消防、教學以至運動或者水底觀賞性質等等。
水底搜索技術的選擇則視乎資源提供、現場環境、程序及潛水員自身的能力等。

## 世界各地負責搜索及拯救的部門
中国
- 深圳市公安局邊防支隊海上特勤隊

 香港
- 香港消防處潛水組
- 香港警務處特別任務連